# 三洋コンピュータ
三洋コンピュータ株式会社は、岡山県岡山市北区に本社のある日本電通グループの企業。

## 概要
主に岡山県内の企業にソリューションプロバイダー事業を行っている。

## 沿革
- 1972年（昭和47年）- 三洋本社を設立。
- 1975年（昭和50年）- コンピュータによる企業グループ電算受託開始。
- 1983年（昭和58年） - 三洋コンピュータサービスに社名変更。
- 1989年（平成元年） - 三洋コンピュータに社名変更。
- 1995年（平成7年） - インターネットサービスプロバイダ事業を開始。
- 2000年（平成12年） - ネットワーク事業部（インターネットサービスプロバイダ事業を含む）をシックスとして分社。
- 2007年（平成19年） - ファルコンシステムコンサルティング岡山支店を営業譲受。
- 2012年（平成24年） - 新設分割により、三洋ホールディングスから日本電通の子会社となる。

## 関連会社
- 日本電通